# Haitong Securities
Haitong Securities  est une banque d'investissement et une maison de courtage chinoise. Elle est cotée à la bourse de Shanghai et de Hong Kong.

## Histoire
En 2015, Haitong Securities acquiert la banque d'investissement portugaise Banco Espírito Santo de Investimento (BESI), qui faisait partie de Novo Banco. Haitong a ainsi renommé BESI en Haitong Bank, étendant ainsi ses opérations en Europe.
En septembre 2024, Haitong Securities a annoncé une fusion avec Guotai Junan Securities, créant ainsi le plus grand courtier en valeurs mobilières en Chine. La fusion se fera par échange d'actions, avec Guotai Junan absorbant Haitong Securities.